# Anders Darelius

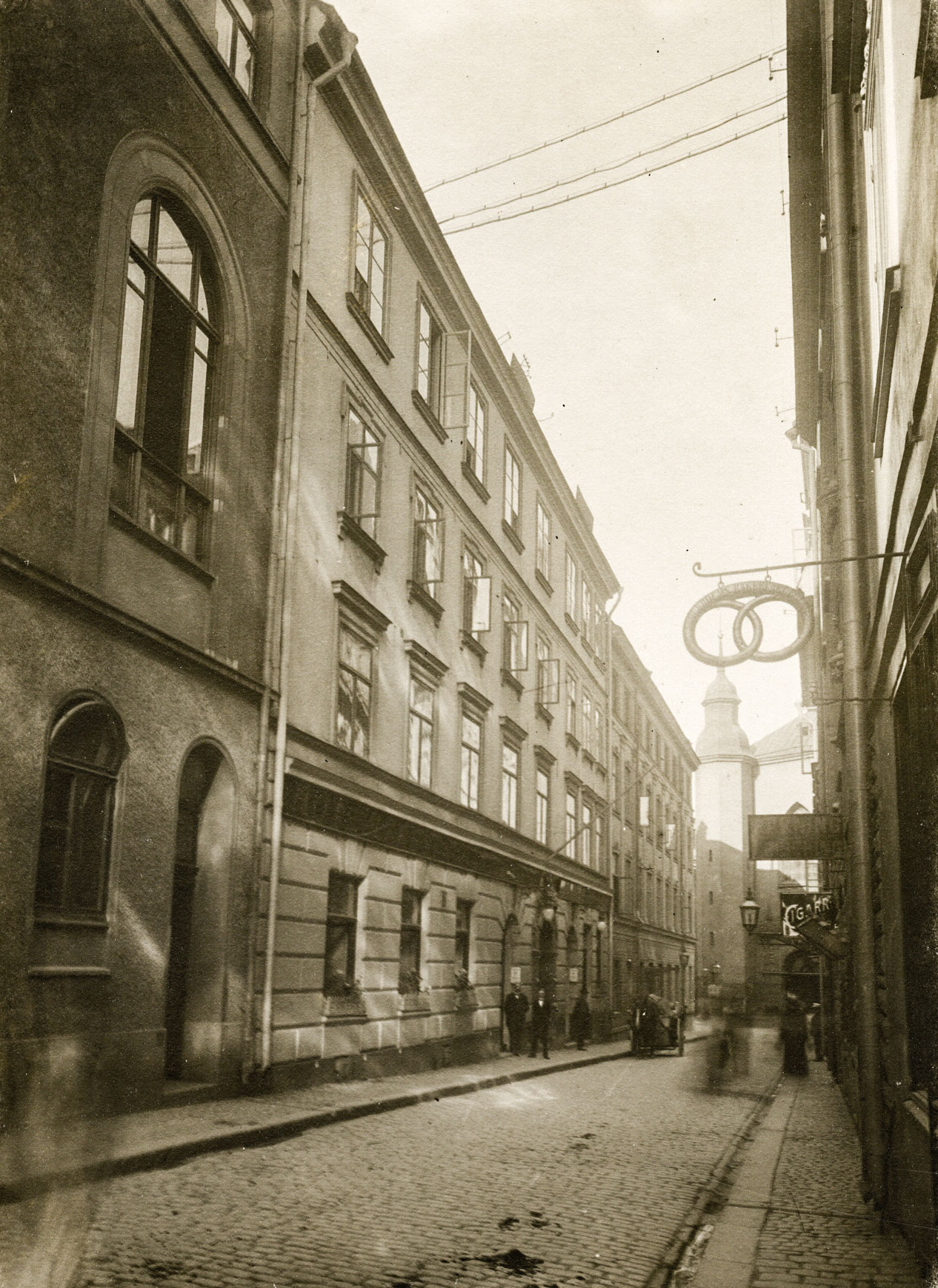
Jakobsgatan på Norrmalm, med huset där Anders Darelius under andra halvan av 1700-talet drev Källaren Stockholms Börs. Huset anges vara byggt på 1600-talet och revs omkring 1970. I gatans förlängning ses Jakobs kyrka. När bilden togs, antagligen på 1910-talet, fanns Hamburger Börs i huset. Bildkälla: Stockholms Stadsmuseum.

Anders Darelius, född 1730, död 10 november 1801 i Stockholm (Jakob och Johannes församling), var en svensk källarmästare. Han var innehavare av Källaren Stockholms Börs, vid nuvarande Jakobsgatan på Norrmalm, en direkt föregångare till Hamburger Börs.

## Biografi

### Bakgrund
Anders Darelius övertog i början av 1760-talet den källare som vinhandlaren och källarmästaren Daniel Georg Nescher (1703–1760) hade drivit i eget stenhus på Norrmalm (tomt 87–88 i kvarteret Jakob Större). Huset låg invid Jakobs kyrka på den gata som på den tiden vanligtvis kallades Jakobs Gränd (ibland Jakobs Västra Kyrkogata) och som sedan 1885 har namnet Jakobsgatan. Källaren kom i folkmun att gå under namnet Darelii källare, men åtminstone från slutet av 1760-talet omtalas den också som Stockholms Börs (eller Stockholms Beurs).
Från början hyrde Anders Darelius lokalerna av Neschers änka, Katarina Margareta Hahr (1728–1776), och hennes nya make, vinhandlaren Carl Roland (1724–1790). Efter änkans död såldes stenhuset på offentlig auktion den 14 augusti 1777 och ropades in av Anders Darelius svärmor, handelsmansänkan Margareta Nywardt, född Schotte (1713–1796). Eftersom Darelius hustru Kristina Breman (1746–1825) var svärmoderns enda barn kan man säga att huset kom i familjens ägo. Svärmodern flyttade också dit och bodde hos dottern på ålderdomen.

### Verksamhet som källarmästare
En källare eller vinkällare var ett utskänkningsställe med inriktning på vin till skillnad från krogar och värdhus som mest tillhandahöll öl och brännvin (se Stockholms historiska krogar, värdshus och restauranger). Darelius omtalas som källarmästare, inte som vinhandlare, vilket tyder på att han var mer inriktad på att driva källaren än att handla med vin (till skillnad från Nescher och Roland som bägge nämns som vinhandlare). En gång har Stockholms Börs uttryckligen nämnts som vinkällare. I en platsannons i Dagligt Allehanda den 9 augusti 1776 sägs att den som var intresserad skulle ”anmäla sig uti Åkerbladska Huset i stora Jacobi Gränd utmed Winkällaren Beursen”. Redan här används för övrigt kortformen Börsen.
Inte mycket har bevarats om livet på Källaren Stockholms Börs under andra halvan av 1700-talet. Glimtar skymtar i tidningarna, framför allt i Dagligt Allehanda som började ges ut 1769. Anders Darelius verkar ha varit intresserad av spel och dobbel. Flera gånger nämns att han tagit hem vinster i anordnade lotterier. När han första gången figurerar i en tidning, den 15 augusti 1763, är det för att meddela att han vunnit 1000 daler kopparmynt i Trollhätte slussverks byggnadslotteri. På hans källare anordnades emellanåt tärningsspel och lotterier. Det framgår inte uttryckligen att han själv stod bakom, men detta verkar inte osannolikt med tanke på hans intresse för spel. Exempelvis meddelar Dagligt Allehanda den 22 mars 1771 att samma dag skulle det på ”Darelii Källare, Stockholms Beurs kallad”, bli spel om ”en snäll Släd-trafware” (en häst). Kastet kostade 3 daler kopparmynt och spelet (med tärning) skulle börja mellan klockan 5 och 6 på eftermiddagen. En liknande annons finns införd den 10 maj 1771, fast då med “et propert Slag-Ur” som vinst. Det hade väckare och fodralet fint lackerat med bildhuggeri och äkta förgyllning. Varje kast kostade nio daler kopparmynt.
Av tidningarna framgår att källaren emellanåt användes som lokal för mer formella möten och sammanträden. En annons i Posttidningar den 2 juni 1768 kallar avlidne hökaren A. Lundheims samtliga borgenärer till sammanträde den 8 juni klockan 4 efter middag ”på Darelii Källare wid St. Jacobs Gränd”. Viss inkvartering förekom också. I Dagligt Allehanda den 10 juni 1794 räknas kronobefallningsman Magn. Gust. Groth upp som ankommen resande från Roslagen med upplysningen att han bodde ”på Källaren Stockholms Beurs”.

### Sista tid och efterspel
Anders Darelius pensionerade sig 1797. Lokalen där hans källare varit inrymd hyrdes ut till källarmästaren Nils Petter Svanberg (1754–1806), som drev källaren Kejsarkronan vid Drottninggatan. Han flyttade verksamhet och namnet till den nya adressen och verkade där fram till sin död 1806. Några år tidigare hade Anders Darelius avlidit, drygt 70 år gammal.
Änkan bodde kvar i huset tillsammans med två döttrar, som också var änkor, och deras barn. Efter Svanberg drev traktören Johan Lindbom (1761–1831) värdshus i lokalen några år innan källarmästaren Rudolf Strandberg (1782–1839) tog över och 1811 öppnade en källare som han kallade Hamburger Börs. Efter änkefru Darelius död 1825 köpte Strandberg 1827 fastigheten av arvingarna och gjorde en omfattande upprustning av byggnaderna. Husen, som anges vara uppförda på 1600-talet, revs först omkring 1970 i samband med Norrmalmsregleringen. Hamburger Börs öppnade igen i det hus som uppfördes i stället för det rivna.

## Familj
Anders Darelius ursprung är inte känt. Innan han blev källarmästare var han källardräng och kypare. Han nämns som sådan i 1760 års mantalslängd i Stockholm, då bosatt i Gamla stan (Västra kvarteret, gård nr 70) i ett hus på Storkyrkobrinken som ägdes av vinhandlaren Alnors arvingar. Huruvida han tillhörde någon släkt Darelius eller om han själv tagit namnet är obekant.
Han var från 1762 gift med Kristina Breman, född 1746, död 1825, dotter till hökaren Petter Breman (död 1751) och Margareta Schotte (1713–1796). Modern gifte 1752 om sig med spannmålshandlaren Erik Nywardt (1724–1760). Både Breman och Nywardt var verksamma i Gamla stan. Makarna hade tre barn:
- Margareta Kristina Darelius, född 1764, död 1840, gift 1792 med Anders Reimers (1759–1795), grosshandlare i Stockholm. Hon bodde som änka med flera barn hos modern i stenhuset vid Jakobs Gränd (Jakobsgatan).[18]
- Katarina (Karin) Darelius, född 1765, död 1852, gift 1783 med Carl Adolph Grevesmühl (1744–1827), möbelhandlare och grosshandlare i Stockholm samt godsägare.[19]
- Anna Lovisa Darelius, född 1770, död 1844, gift 1795 med Salomon Palm (1744–1797), assessor och packhusinspektor i Stockholm. Hon bodde som änka med en dotter hos modern i stenhuset vid Jakobs Gränd.